# 萨拉里王朝
萨拉里王朝 (波斯語：‎)，又称莫萨法尔王朝，是伊朗建立的穆斯林王朝。在阿尔达比勒省、赞詹省、德莱木、吉兰省建立，随后统治阿塞拜疆、阿兰，在10世纪20年代到50年代统治亚美尼亚东部的一些地区。

## 君主
德莱木 (919–1062)
- 穆罕默德·本·穆萨菲尔
- 瓦赫苏丹·本·穆罕默德
- 白益王朝统治
- 瓦赫苏丹·本·穆罕默德
- 马祖班二世·本·伊斯梅尔
- 易卜拉欣二世·本·马祖班二世
- 朱斯坦二世·本·易卜拉欣二世
- 穆萨菲尔·本·易卜拉欣二世

伊朗阿塞拜疆 (919–984)
- 穆罕默德·本·穆萨菲尔
- 马祖班·本·穆罕默德
- 穆罕默德·本·穆萨菲尔
- 马祖班·本·穆罕默德
- 朱斯坦一世·本·马祖班一世
- 伊斯梅尔·本·瓦赫苏丹
- 易卜拉欣一世·本·马祖班一世
- 努赫·本·瓦赫苏丹
- 易卜拉欣一世·本·马祖班一世
- 马祖班二世·本·伊斯梅尔

德温 (945–990)
- 马祖班·本·穆罕默德
- 易卜拉欣一世·本·马祖班一世
- 阿布拉·哈吉